# Ängelholm
Ängelholm (em sueco: Ängelholm;  ouça a pronúncia) ou Angelolmo (em latim: Angelolmum) é a sede da comuna de Ängelholm, situada no condado de Skåne, no extremo sul da Suécia. Considerada uma cidade histórica da Suécia, Ängelholm foi fundada em 1516 e possui uma área total de 12,65 km². Sua população teve uma estimativa de 22.532 habitantes pelo censo feito em 2005.